# 环己烯
环己烯是六个碳的环烯烃，分子式为C6H10，室温下为无色液体。

## 製備
环己烯可通过环己醇酸催化脱水制得。
環己烯亦可由丁二烯和乙烯的狄耳士–阿爾德反應反應而生成。

## 反應
与链状烯烃类似，环己烯能被高锰酸钾氧化，并与溴水发生加成反应
3 C6H10+ 2 KMnO4+4 H2O-->'3 C6H10(OH)2+2 MnO2+2 KOH